# Luis María Lasúrtegui
Luis María Lasúrtegui Berridi (Pasajes, 28 de marzo de 1956) es un deportista español que compitió en remo.
Participó en tres Juegos Olímpicos de Verano entre los años 1980 y 1988, obteniendo una medalla de plata en Los Ángeles 1984 en la prueba de dos sin timonel. Ganó una medalla de bronce en el Campeonato Mundial de Remo de 1985.

## Palmarés internacional
| Juegos Olímpicos   | Juegos Olímpicos             | Juegos Olímpicos  | Juegos Olímpicos |
| Año                | Lugar                        | Medalla           | Prueba           |
| ------------------ | ---------------------------- | ----------------- | ---------------- |
| 1984               | Los Ángeles (Estados Unidos) | Medalla de plata  | Dos sin timonel  |
| Campeonato Mundial |                              |                   |                  |
| Año                | Lugar                        | Medalla           | Prueba           |
| 1985               | Malinas (Bélgica)            | Medalla de bronce | Dos sin timonel  |

## Reconocimientos y distinciones
- Medalla de Plata de la Real Orden del Mérito Deportivo, otorgada por el Consejo Superior de Deportes (1994)[3]